# Le Fil du rasoir (film, 1984)
Cet article concerne le film de John Byrum. Pour le film d'Edmund Goulding, voir Le Fil du rasoir.
Pour les articles homonymes, voir The Razor's Edge et Le Fil du rasoir.
Pour plus de détails, voir Fiche technique et Distribution.
Le Fil du rasoir (The Razor's Edge) est un film américain réalisé par John Byrum (en), sorti en 1984, adaptation du roman éponyme de Somerset Maugham.

## Synopsis
Le film est un remake du film de 1946, The Razor's Edge.

## Fiche technique
- Titre original : The Razor's Edge
- Réalisation : John Byrum (en)
- Scénario : John Byrum et Bill Murray, d'après le roman de Somerset Maugham
- Montage : Peter Boyle
- Musique : Jack Nitzsche
- Société de production : Columbia Corporation
- Pays de production :  États-Unis
- Langue originale : anglais
- Durée : 128 minutes
- Dates de sortie :
  - États-Unis : 19 octobre 1984
  - France : 22 mai 1985
- Interdit aux moins de 13 ans aux États-Unis[1]

## Distribution
- Bill Murray : Larry Darrell
- Theresa Russell : Sophie MacDonald
- Catherine Hicks : Isabel Bradley
- Denholm Elliott : Elliott Templeton
- James Keach : Gray Maturin
- Peter Vaughan : Mackenzie
- Brian Doyle-Murray : Piedmont
- Stephen Davies : Malcolm
- Saeed Jaffrey : Raaz
- Bruce Boa : Henry Maturin